# Albert K. Hömberg

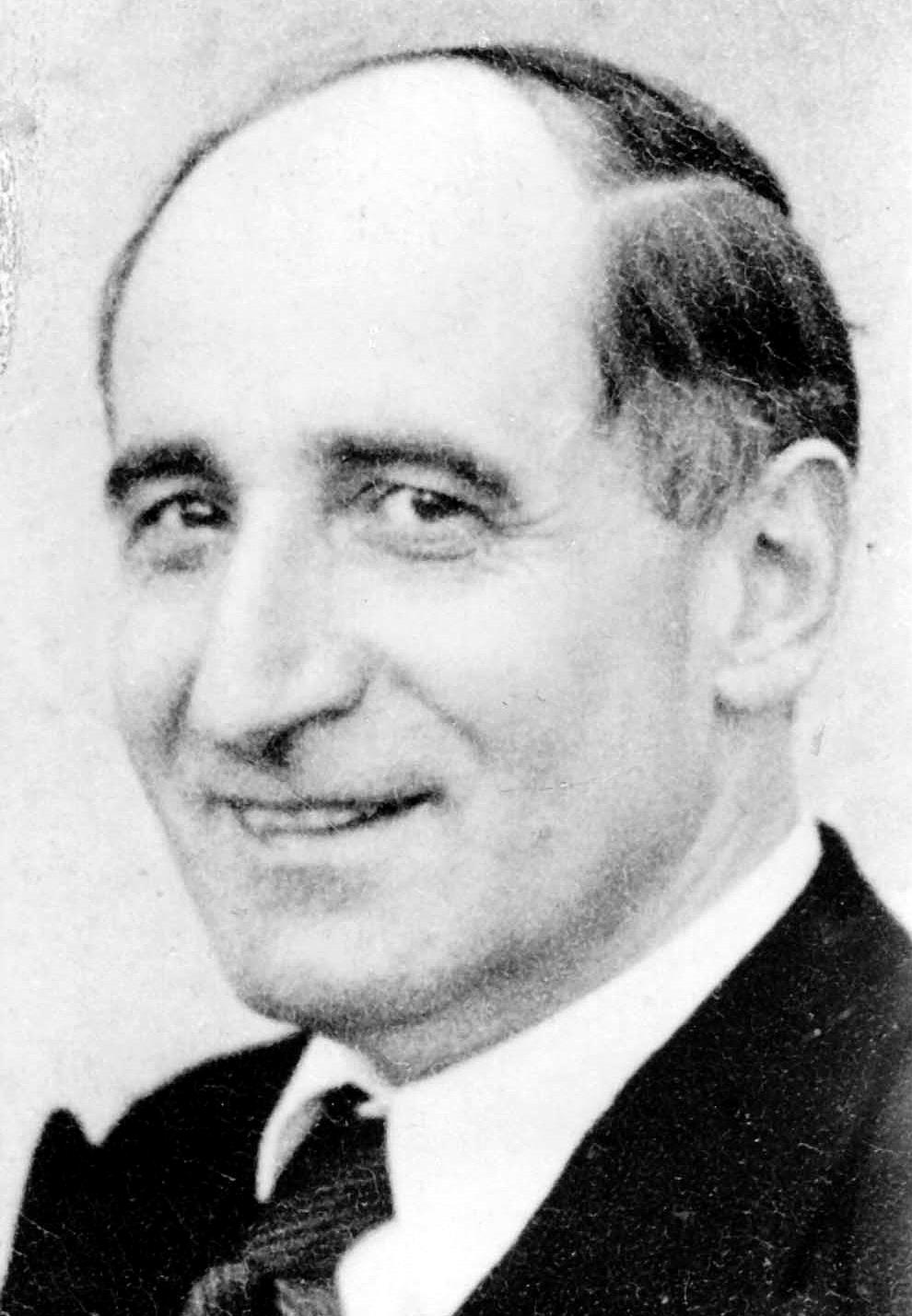
Albert K. Hömberg

Albert Karl Hömberg (meist Albert K. Hömberg oder Albert Hömberg, international auch Hoemberg; * 3. Februar 1905 in Witten; † 29. Januar 1963 in Telgte) war ein deutscher Historiker.

## Leben
Albert Karl Hömberg wurde am 3. Februar 1905 als Sohn des Textilhändlers Heinrich Hömberg in Witten geboren. Väterlicherseits reichen seine Wurzeln ins Sauerland nach Fredeburg. Sein Vater war vor der Geburt Alberts von dort nach Witten gezogen. Die Familie verbrachte während der Jugendjahre Hömbergs in regelmäßigen Abständen ihre Ferien bei ihrer Verwandtschaft in Fredeburg.
Nach der Schule studierte Hömberg zunächst Naturwissenschaften, Mathematik und Physik. Während dieser Zeit beschäftigte er sich schon mit der Erforschung und Darstellung der Geschichte. Im Jahr 1928 wurde die Stadtgeschichte Fredeburgs das erste Objekt seines historischen Interesses. Krankheitsbedingt änderte er im Jahr 1930 sein Studium. In Berlin wurde er unter Professor Walther Vogel schon während seiner Studienzeit zu einem Fachmann für Siedlungsgeschichte. 1936 promovierte er an der Friedrich-Wilhelms-Universität Berlin mit der Dissertationsschrift Siedlungsgeschichte des oberen Sauerlandes zum Doktor der Philosophie (Dr. phil.). Anschließend erhielt er ein Stipendium der Deutschen Forschungsgemeinschaft.
1938 heiratete Albert Hömberg seine kanadische Freundin Elisabeth Sims. Im Jahr 1939 wurde sein Sohn Philipp R. Hömberg geboren, der später als Prähistoriker tätig war. Zwei Jahre später wurde der zweite Sohn H. Peter Hömberg und 1944 seine Tochter A. Beata Hömberg geboren. Von 1936 bis 1939 wirkte Hömberg am Historischen Atlas für Deutschland mit. In den Kriegsjahren von 1940 bis 1945 diente er als Gefreiter der Luftwaffe. Während dieser Zeit wurde sein Bruder Heinrich in ein Konzentrationslager eingeliefert. Albert K. Hömberg, der selbst ein Gegner des NS-Staates war, kam 1945 in eine einjährige Kriegsgefangenschaft. Seine Ehefrau veröffentlichte fünf Jahre später das Buch Thy People, My People. Darin schilderte sie die letzten Kriegstage im Münsterland.
Hömberg lebte danach in Münster von Aufträgen der Historischen Kommission für Westfalen. 1952 habilitierte er sich als Privatdozent an der Universität Münster, wo 1962 für ihn der erste Lehrstuhl für Landesgeschichte eingerichtet wurde. Vom selben Jahr bis zu seinem Tod im Jahr 1963 war Hömberg Erster Vorsitzender der Historischen Kommission für Westfalen.
Albert K. Hömberg starb im Alter von 57 Jahren in Telgte.

## Schriften
- Die Entstehung der westdeutschen Flurformen, Ebering, Berlin 1935.
- Grundfragen der deutschen Siedlungsforschung, Ebering, Berlin 1938.
- Siedlungsgeschichte des oberen Sauerlandes, Aschendorffsche Verlagsbuchhandlung, Münster 1938.
- Grafschaft, Freigrafschaft, Gografschaft, Aschendorffsche Verlagsbuchhandlung, Münster 1949.
- Geschichte der Comitate des Werler Grafenhauses. In: Westfälische Zeitschrift. Zeitschrift für vaterländische Geschichte und Altertumskunde, 100. Band, Regensberg, Münster 1950.
- Das mittelalterliche Pfarrsystem des kölnischen Westfalen. In: Westfalen. Hefte für Geschichte, Kunst und Volkskunde, 29. Band Heft 1, Aschendorffsche Verlagsbuchhandlung, Münster 1951.
- Die Entstehung der westfälischen Freigrafschaften als Problem der mittelalterlichen deutschen Verfassungsgeschichte. In: Westfälische Zeitschrift. Zeitschrift für vaterländische Geschichte und Altertumskunde, 101/102. Band, Regensberg, Münster 1953.
- Die Veme in ihrer zeitlichen und räumlichen Entwicklung, 1955.
- Heimatchronik des Kreises Olpe, Archiv für deutsche Heimatpflege, Köln 1958.
- Geschichte der Stadt Fredeburg, Stadtverwaltung, Schmallenberg 1962.
- Westfalen und das sächsische Herzogtum, Aschendorff, Münster 1963.
- Kirchliche und weltliche Landesorganisation (Pfarrsystem und Gerichtsverfassung) in den Urpfarrgebieten des südlichen Westfalen, Aschendorffsche Verlagsbuchhandlung, Münster 1965 (nach dem Tode des Autors veröffentlichtes 1950 abgeschlossenes Manuskript).
- Westfälische Landesgeschichte, Mehren & Hobbeling, Münster 1967 (nach dem Tod des Autors veröffentlichtes Vorlesungsmanuskript).
- Wirtschaftsgeschichte Westfalens, Mehren & Hobbeling, Münster 1968 (nach dem Tod des Autors veröffentlichtes Vorlesungsmanuskript).
- Geschichtliche Nachrichten über Adelssitze und Ritterguter im Herzogtum Westfalen und ihre Besitzer, 20 Bände, Historische Kommission für Westfalen, Münster 1969–1979 (nach dem Tod des Autors veröffentlichte Materialsammlung).